# Montigny-le-Bretonneux
Montigny-le-Bretonneux är en kommun i departementet Yvelines i regionen Île-de-France i norra Frankrike. Kommunen ligger i kantonen Montigny-le-Bretonneux som tillhör arrondissementet Versailles. År 2022 hade Montigny-le-Bretonneux 32 150 invånare.

## Befolkningsutveckling
Antalet invånare i kommunen Montigny-le-Bretonneux
| Referens: INSEE |